# Moa Hansson
Moa Hansson (ur. 24 maja 2001) – szwedzka biegaczka narciarska, dwukrotna medalistka mistrzostw świata juniorek i młodzieżowców.

## Kariera
Po raz pierwszy na arenie międzynarodowej pojawiła się 18 czerwca 2017 roku w Östersund, gdzie w zawodach juniorskich na nartorolkach zajęła szóste miejsce w biegu na 10 km techniką klasyczną. W 2019 roku wystartowała na mistrzostwach świata juniorów w Lahti, gdzie zajęła 42. miejsce w biegu na 5 km stylem dowolnym. Jeszcze dwukrotnie startowała na imprezach tego cyklu, zdobywając złoty medal w sztafecie i srebrny w sprincie klasykiem podczas mistrzostw świata juniorów w Vuokatti w 2021 roku. Na mistrzostwach świata młodzieżowców w Lygna w 2022 roku była najlepsza w sprincie stylem klasycznym. Ponadto podczas mistrzostw świata młodzieżowców w Whistler rok później zdobyła srebrny medal w sztafecie mieszanej.
W Pucharze Świata zadebiutowała 3 grudnia 2021 roku w Lillehammer, gdzie w sprincie stylem dowolnym zajęła 26. miejsce. Tym samym w debiucie zdobyła pierwsze pucharowe punkty.

## Osiągnięcia

### Mistrzostwa świata juniorów
| Miejsce | Dzień       | Rok  | Miejscowość    | Konkurencja              | Czas biegu | Strata  | Zwyciężczyni         |
| ------- | ----------- | ---- | -------------- | ------------------------ | ---------- | ------- | -------------------- |
| 42.     | 22 stycznia | 2019 | Lahti          | 5 km stylem dowolnym     | 12:50,6    | +1:35,9 | Frida Karlsson       |
| 11.     | 29 lutego   | 2020 | Oberwiesenthal | Sprint stylem dowolnym   | 2:33,41    | —       | Louise Lindström     |
| 2.      | 9 lutego    | 2021 | Vuokatti       | Sprint stylem klasycznym | 2:33,24    | +0,71   | Monika Skinder       |
| 4.      | 12 lutego   | 2021 | Vuokatti       | 5 km stylem dowolnym     | 13:44,3    | +28,3   | Wieronika Stiepanowa |
| 1.      | 13 lutego   | 2021 | Vuokatti       | bieg sztafetowy 4×3,3 km | 37:50,5    | —       | —                    |
| 7.      | 14 lutego   | 2021 | Vuokatti       | 15 km stylem klasycznym  | 2:33,24    | +1:13,6 | Margrethe Bergane    |

### Mistrzostwa świata młodzieżowców (U-23)
| Miejsce | Dzień       | Rok  | Miejscowość | Konkurencja              | Czas biegu | Strata  | Zwyciężczyni             |
| ------- | ----------- | ---- | ----------- | ------------------------ | ---------- | ------- | ------------------------ |
| 32.     | 24 lutego   | 2022 | Lygna       | 10 km stylem klasycznym  | 29:59,8    | +2:29,6 | Anja Weber               |
| 1.      | 26 lutego   | 2022 | Lygna       | Sprint stylem dowolnym   | 2:34,79    | —       | —                        |
| 7.      | 27 lutego   | 2022 | Lygna       | Sztafeta mieszana        | 49:20,5    | +1:37,7 | Norwegia                 |
| 4.      | 29 stycznia | 2023 | Whistler    | Sprint stylem klasycznym | 3:07,58    | —       | Jasmin Kähärä            |
| 28.     | 31 stycznia | 2023 | Whistler    | 20 km stylem klasycznym  | 1:01:40,0  | +4:27,1 | Kristin Austgulen Fosnæs |
| 25.     | 3 lutego    | 2023 | Whistler    | 10 km stylem dowolnym    | 26:13,0    | +1:50,8 | Helen Hoffmann           |
| 2.      | 4 lutego    | 2023 | Whistler    | Sztafeta mieszana        | 51:05,0    | +0,5    | Francja                  |

### Puchar Świata

#### Miejsca w klasyfikacji generalnej
| Sezon     | Miejsce |
| --------- | ------- |
| 2021/2022 | 78.     |
| 2022/2023 | 123.    |

#### Miejsca na podium w zawodach
Hansson nie stanęła na podium indywidualnych zawodów PŚ.